# Vũ Công (xã)
Vũ Công là một xã thuộc huyện Kiến Xương, tỉnh Thái Bình, Việt Nam.
Xã có diện tích 4,95 km², dân số năm 2009 là 5.195 người, mật độ dân số đạt 1.050 người/km².